# Flugplatz Le Luc-Le Cannet

i7
i11
i13
Der Flugplatz Le Luc-Le Cannet, frz. Aérodrome du Luc-Le Cannet ist ein Militärflugplatz in Frankreich. Der Flugplatz ist ein zivil mitgenutzter Militärflugplatz der französischen Heeresflieger (Aviation légère de l’armée de terre), deren Basis seit 1990 den Namen Général Lejay trägt. Er liegt im französischen Département Var (Ordnungsnummer 83) auf dem Gebiet von Le Cannet-des-Maures, zirka 30 km westlich von Fréjus und 115 Kilometer östlich von Marseille.

## Geschichte
Der Flugplatz entstand bereits vor dem Zweiten Weltkrieg.
Nach der Besetzung Vichy-Frankreichs Ende 1942 durch die deutsche Wehrmacht wurde Le Luc ein Flugplatz der deutschen Luftwaffe. Zwischen Mitte Mai und Mitte Juni 1944 lag hier für einige Wochen zum Beispiel die mit Focke-Wulf Fw 190F/G ausgerüstete 7. Staffel des Schlachtgeschwaders 4 (7./SG4).
Nach der Einnahme durch die gelandeten Alliierten im August 1944 wurde er kurzzeitig durch die 27th und 324th Fighter Group der der Twelfth Air Force der United States Army Air Forces genutzt, die die Republic P-47 bzw. die North American A-36 flogen. Hinzu kam bis in die erste Septemberhälfte ein Detachement der 23rd Photographic Reconnaissance Squadron. Bereits am 13. September 1944 wurde er an die französischen Behörden zurückgegeben.
Der Flugplatz wurde 1963 Heimat der école d'application de l'ALAT (EA ALAT), einer Flugschule der französischen Heeresflieger, und ein Jahr später begann die Schulung für Piloten der SA318 Alouette II und Aérospatiale SA319 Alouette III. Im Jahre 1970 begann die Ausbildung für die Aérospatiale SA330 Puma und ab 1975 wurden erste Nachtflugerprobungen durchgeführt. Weitere Kurse kamen in der Folge hinzu.
Das Deutsch-französische Heeresfliegerausbildungszentrum Tiger zur Ausbildung des fliegenden Personals wurde 2003 in Le Luc aufgestellt. Das Pendant zur Ausbildung der Flugzeugtechniker befindet sich in Faßberg. Im Jahre 2010 wurde das die französischen Teilstreitkräfte übergreifende NH90 Caïman Ausbildungszentrum Centre de formation interarmées (CFIA) aufgestellt.

## Heutige Nutzung
Der Flugplatz wird zurzeit (2013) nach wie vor hauptsächlich militärisch durch einen Teil der Flugschule der französischen Heeresflieger sowie den dieser angegliederten Ausbildungseinrichtungen genutzt; andere Teile der Schule bestehen in Dax und Sainte-Léocadie (Cerdanya). Details siehe hierzu im Abschnitt "Geschichte".